# Raimundo Rezende
Raimundo Monteiro Rezende (Governador Valadares, 2 de dezembro de 1921) é um político brasileiro filho de Romualdo Monteiro de Resende e de Marieta Leão de Resende. Exerceu o mandato de deputado federal constituinte em 1988.

## Estudos
Raimundo Monteiro Resende cursou o secundário no Colégio Leopoldinense, na cidade de Governador Valadares, e formou-se no ano de 1939. Como graduação, Raimundo cursou Medicina na Faculdade Nacional de Medicina da Universidade do Brasil, que agora é chamada Universidade Federal do Rio de Janeiro (UFRJ), na cidade do Rio de Janeiro. Formou-se como médico em 1947.

## Trajetória Política
A carreira política de Raimundo Resende começou com o cargo de vereador de sua cidade natal Governador Valadares pelo Partido Trabalhista Brasileiro (PTB) na eleição de 1962, posto que ele assumiu no mês de fevereiro do ano seguinte. Por conta da extinção obrigatória dos partidos políticos, medida promulgada pelo Ato Institucional nº 2 (27/10/1965), e da futura instalação do bipartidarismo, Raimundo filiou-se ao Movimento Democrático Brasileiro (MDB), partido que se opunha à Ditadura Militar, o regime autoritário que começou no país no ano de 1964.
Elegeu-se deputado estadual em Minas Gerais para a 10ª legislatura (1983-1987), pelo PMDB. Licenciou-se do legislativo para ocupar o cargo de Secretário de Estado da Saúde de Minas Gerais.
Após o mandato na Assembleia de Minas, Raimundo Rezende foi eleito deputado federal, atuando de 1987 a 1991 e tendo participado da elaboração da Constituição Federal de 1988.